# Manuel Serrano y Sanz
Manuel Serrano y Sanz (Ruguilla, Guadalajara, 1 de juny de 1866 - Madrid, 6 de novembre de 1932) va ser un historiador, americanista i escriptor espanyol.

## Biografia
Va estudiar Teologia en el seminari de Sigüenza i amb els Escolapis de Molina de Aragón; després Filosofia i Lletres a la Universitat de Madrid. Es va doctorar amb brillantor en ambdues disciplines, i en 1889, amb 23 anys, va ingressar en el Cos Facultatiu d'Arxivers, Bibliotecaris i Arqueòlegs i va ser destinat a la secció de manuscrits de la Biblioteca Nacional. Va obtenir el 1905 la càtedra d'Història Universal, Antiga i Mitjana de la Universitat de Saragossa i va ser cronista oficial de Guadalajara i la seva província (1926). El 1911 va ser nomenat acadèmic corresponent de la Reial Acadèmia de la Història i de la Reial Acadèmia Espanyola, i el 1931 va ser escollit numerari de la primera. Va dirigir la Revista de Archivos i col·laborà activament en aquesta i en el Boletín de la Real Academia de la Historia entre moltes altres. Va ser un gran amic de Marcelino Menéndez y Pelayo.
Com a erudit, va orientar les seves recerques al voltant de tres eixos: el terreny nou de la recerca biobibliográfica i documental de la literatura femenina a Espanya, a la qur va dedicar dos volums gruixuts en 1893 i 1895; la seva labor com americanista, tasca en la qual es va encarregar d'editar per la BAE els cronistes d'Índies (Historiadores de Indias), les Relaciones históricas y geográficas de América Central, un Compendio de historia de América, els Orígenes de la dominación española en América, etc., i, finalment, la recerca de l'Humanisme clàssic espanyol a través de les seves figures més representatives, com Juan de Vergara, Cristóbal de Villalón o Pedro de Valencia. També va fer alguns descobriments interessants, com el del manuscrit de la Vida del capitán Alonso de Contreras, l'any de 1900, i que editaria amb altres autobiografies a Autobiografías y memorias, Madrid, 1905.

## Obres
- San Ignacio de Loyola en Alcalá de Henares, 1985.
- Cristóbal de Villalón, 1898
- Apuntes para una Biblioteca de Escritoras Españolas desde 1401 a 1833 (2 vols., 1893 y 1895); hay reimpresión moderna: Madrid: Atlas, 1975.
- Noticias biográficas de Fernando de Rojas, autor de La Celestina, 1902.
- Juan de Vergara y la Inquisición de Toledo
- Autobiografías y memorias, Madrid, 1905.
- Compendio de Historia de América, 1905.
- Historiadores de Indias, Madrid, 1909.
- Pedro de Valencia, estudio biográfico-crítico, 1910.
- Noticias y documentos históricos del condado de Ribagorza hasta la muerte de Sancho Garcés III, Madrid: Centro de Eetudios Históricos, 1912.
- La imprenta de Zaragoza es la más antigua de España, 1915.
- Orígenes de la dominación española en América, estudios históricos, 1918.
- La escultura paleolítica en Zaragoza, 1924.
- Vida y escritos de fray Diego de Landa
- Pedro Ruiz de Alcaraz iluminado alcarreño del siglo XVI
- Don Diego Ladrón de Guevara, obispo de Panamá y Quito y virrey del Perú
- Los orígenes de la capilla de Santa Catalina en la catedral de Sigüenza y la estatua sepulcral de don Martín Vázquez de Arce.